# Пемзашен (станція)
Це стаття про залізничну станцію Пемзашен. Стаття про село — Пемзашен
Пемзашен (вірм. Պեմզաշեն) — станція Вірменської залізниці на ділянці Гюмрі — Маралік. Ділянка є одноколійною та електрифікованою. На ділянці поїзди далекого сполучення відсутні.

## Приміське сполучення
Щоденно зі станції відправляється та прибуває дві електрички до другого за розміром міста Вірменії, адміністративного центру регіону та залізничного вузла — Гюмрі. Відстань становить 32 км, а вартість проїзду — 250 драм.
- № 6513/6514 Гюмрі — Пемзашен відправляється о 7:00 та прибуває у Пемзашен о 8:07. З Пемзашена відправляється о 8:20 та прибуває у Гюмрі о 9:27.
- № 6515/6516 відправляється з Гюмрі о 16:00, прибуває у Пемзашен о 17:17. З Пемзашена відправляється о 17:50 та прибуває у Гюмрі о 19:05.